# Gregor Hackmack

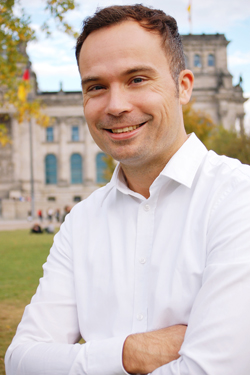
Gregor Hackmack in Berlin, 2014

Gregor Hackmack (* 1977 in Winsen) ist ein deutscher Sozialunternehmer und Politaktivist.

## Leben und Beruf
Gregor Hackmack ist Mitbegründer und Geschäftsführer der Internetplattform abgeordnetenwatch.de sowie Vorstand und Mitgründer der Petitions- und Initiativenplattform innn.it. Von 2014 bis 2022 war er Deutschlandchef der internationalen Petitionsplattform Change.org. Er studierte Internationale Beziehungen und Politische Soziologie an der London School of Economics, wurde 2008 als einer der führenden Social Entrepreneurs als Ashoka-Fellow ausgezeichnet und 2010 in das Netzwerk Young Global Leaders der Schwab-Stiftung aufgenommen.

## Politische Arbeit
Seit 2004 setzt sich Gregor Hackmack als Mitbegründer und Geschäftsführer von abgeordnetenwatch.de für mehr Bürgerbeteiligung und für mehr Transparenz in der Politik ein.
Er war von 2004 bis 2014 Mitglied des Landesvorstands von Mehr Demokratie in Hamburg. Maßgeblich beteiligte er sich an den Volksinitiativen zur Verbindlichkeit von Volksentscheiden, zur Änderung des Hamburger Wahlrechts sowie zur Einführung eines Hamburger Transparenzgesetzes (HmbTG).
Ende Februar 2014 wurde er für das Bündnis der IHK-Rebellen „Die Kammer sind WIR“ in das Plenum der Hamburger Handelskammer gewählt. Zur Handelskammerwahl 2017 – bei der „Die Kammer sind WIR“  55 von 58 Sitzen gewannen – ließ er sich nicht wieder aufstellen.
Von Oktober 2014 bis Mai 2022 leitete er als Country Director, Germany die deutsche Sektion der Petitionsplattform change.org.
Gregor Hackmack gehört zu den Erstunterzeichnern der Change.org-Petition „2017: Ein Neuanfang für Demokratie und Gerechtigkeit!“ und war in der Anfangsphase Sprecher von Demokratie in Bewegung, einer Initiative, die als Partei zur Bundestagswahl 2017 antrat und ein Ergebnis von 60.914 Zweitstimmen erreichte, was 0,1 % entspricht.
Im Juni 2022 hat sich der von ihm geleitete Verein Change.org e.V. in innn.it e.V. umbenannt und betreibt eine eigenständige, von Change.org unabhängige Petitions- und Initiativenplattform. Auf innn.it können neben Petitionen auch direktdemokratische Initiativen veröffentlicht werden, die im Erfolgsfall in einen Bürger- oder Volksentscheid münden können. 

## Schrift
- Demokratie einfach machen. Ein Update für unsere Politik, Hamburg: edition Körber-Stiftung, 2014; 160 Seiten; ISBN 978-3896841582